# Nurići
Nurići (cyr. Нурићи) – wieś w Bośni i Hercegowinie, w Republice Serbskiej, w gminie Milići. W 2013 roku liczyła 126 mieszkańców.